# Байду, Стивен
Стивен Байду (англ. Stephen Baidoo; 25 февраля 1976, Секонди-Такоради, Гана) — ганский футболист, полузащитник. Участник летних Олимпийских игр 1996 года и двух Кубков африканских наций в 1996 и 2000 годах.

## Биография
Стивен Байду родился 25 февраля 1976 года в ганском городе Секонди-Такоради. Его сестра Элизабет также футболистка. Стивен воспитанник футбольной команды «Грейт Игл Тамале».

### Клубная карьера
Начал профессиональную карьеру в 1993 году в клубе чемпионата Ганы — «Ашанти Голд». В 1996 году перешёл в турецкий «Анкарагюджю». В команде являлся игроком основного состава, сыграв в чемпионате Турции в течение четырёх сезонов 98 матчей и забил 21 гол.  В сезоне 1999/00 команда завоевала путёвку в Кубок УЕФА, благодаря тому, что в матче за третье место в Кубке Турции «Анкарагюджю» обыграл «Сакарьяспор» (5:0).
С 2000 года по 2002 год выступал за «Самсунспор», после чего вновь являлся игроком «Анкарагюджю» на протяжении трёх сезонов. Завершил карьеру игрока в «Кинг Фейсал Бэйбс» в 2008 году.

### Карьера в сборной
В 1993 году принимал участие в молодёжном чемпионате мира, который проходил в Австралии. Гана дошла до финала, где уступила Бразилии (1:2). Байду на турнире так и не сыграл.
В составе национальной сборной Ганы выступал с 1994 года по 2001 год, проведя в составе сборной 24 игры. В июле 1994 года сыграл на Кубке Асикс, где Гана провела две игры против Японии. В начале 1996 года участвовал в Кубке африканских наций в Южной Африке. Сборная Ганы заняла четвёртое место, уступив в матче за бронзовые награды команде Замбии со счётом (0:1), Байду принял участие лишь в этой игре на турнире.
В августе 1996 года главный тренер олимпийской сборной Ганы Сэм Ардай вызвал Стивена на летние Олимпийские игры в Атланте. В команде он получил 4 номер. В своей группе ганцы заняли второе место, уступив Мексики, обогнав при этом Южную Корею и Италии. В четвертьфинале Гана уступила Бразилии (2:4). Байду на турнире провёл всего одну игру.
В начале 2000 года был заявлен для участия в Кубке африканских наций в Гане и Нигерии, где ганцы дошли до 1/4 финала. Байду сыграл в трёх играх.

## Достижения
- Серебряный призёр молодёжного чемпионата мира (1): 1993